# خرشنة رمادية الظهر
خرشنة رمادية الظهر (الاسم العلمي: Sterna lunata) (بالإنجليزية: Grey-backed Tern)‏ هو نوع من الطيور يتبع جنس الخرشنة من الفصيلة النورسية.